# 慶大秀
慶 大秀（キョン・デス、朝鮮語: 경대수、1958年3月18日 - ）は、大韓民国の検察官、弁護士、政治家。第19・20代韓国国会議員を歴任した。本貫は清州慶氏。

## 経歴
故郷は忠清北道槐山郡長延面。ソウル大学校大学院法学科修了。ソウル中央地方検察庁第1次長検事・第2次長検事、済州地方検察庁検事長、大検察庁麻薬組織犯罪部長・検事長、慶大秀法律事務所弁護士を歴任した。政界入りした後はハンナラ党曽坪・鎮川・槐山・陰城郡党員協議会運営委員長・忠清北道党委員会委員長、セヌリ党忠清北道党委員会委員長・中央倫理委員会委員長、第19代国会予算決算特別委員会委員・農林畜産食品海洋水産委員会委員を歴任した。

## エピソード
慶姓の中で最初に国会議員となった人物である。